# عمر البوطويبه
عمر خليفة البوطويبه مولود في الأحساء، السعودية، هو لاعب كرة قدم سعودي يلعب كمدافع في نادي قرية العليا.

## مسيرة اللاعب
لعب في نادي هجر ونادي الجيل ونادي قرية العليا.